# OFC Nesebar
El OFC Nesebar (en búlgaro: Несебър) es un equipo de fútbol de Bulgaria que juega en la V AFG, tercera división de fútbol en el país.

## Historia
Fue fundado en el año 1946 en la ciudad de Nesebar con el nombre Chernomorets Nesebar, y tres años después se dividió en dos: el Dynamo Nesebar y el Cherveno Zname. En 1957 la compañía de cultura física y deportes Chernomorets refunda al club.
En 1979 el club cambia su nombre por el de Slanchev Bryag y entre 1993 y 1997 fue conocido como el PFC Nesebar; en 2001 cambió su nombre por el de Nesebar hasta que en 2012 cambió a su nombre actual.
En la temporada 2003/04 el club logra el ascenso a la A PFG por primera vez en su historia al terminar en tercer lugar, pero su primera participación en la máxima categoría fue tan solo de una temporada ya que descendieron al terminar en el lugar 15 entre 16 equipos.

## Nombres
| Periodo   | Nombre               |
| --------- | -------------------- |
| 1946–1979 | Chernomorets Nesebar |
| 1979–1993 | Slanchev Bryag       |
| 1993–1996 | PFC Nesebar          |
| 1996–2001 | Slanchev Bryag       |
| 2001–2012 | PFC Nesebar          |
| 2012      | ОFC Nesebar          |

## Palmarés
- V AFG (4): 1989–90, 1999–2000, 2002–03, 2015–16
- A RFG (2): 1973–74, 1977–78
- Copa Aficionada de Bulgaria (1): 2016